# Чуковская, Ирина Владимировна
Ирина Владимировна Чуковская (в девичестве Петрова) — российская пианистка, педагог. Солистка Московской филармонии. Преподаватель Московской государственной консерватории (1999—2005). С 2000 года преподаёт в Российской академии музыки имени Гнесиных, с 2006 — доцент, с 2013 года работает в должности профессора. В 2017 году присвоено звание профессора.

## Биография

### Становление
Родилась в семье музыкантов в Ташкенте. Первый учитель — Тамара Афанасьевна Попович. В семь лет исполнила с оркестром Ташкентской филармонии (ныне Национальный симфонический оркестр Узбекистана) концерт Гайдна ре-мажор, с которым участвовала в турне. С 12 лет — ученица Центральной музыкальной школы при Московской консерватории (класс профессора Веры Горностаевой). Будучи ученицей школы, выступала со многими оркестрами (дирижёры Евгений Колобов, Израиль Гусман, Андрей Чистяков и др.). В 13 лет в городе Фергане дала свой первый сольный концерт. С 1976 по 1981 г.г. обучалась в Московской государственной консерватории в классах профессоров Станислава Нейгауза и Веры Горностаевой (ассистенты Елена Рихтер, Михаил Коллонтай). В 1980 году Ирина Чуковская (тогда — Петрова) стала лауреатом VI премии Международного конкурса пианистов имени Фредерика Шопена в Варшаве. С 1983 по 1985 г.г. была ассистентом-стажером в классе Дмитрия Башкирова. Совершенствовала исполнительское мастерство в классе профессора Теодора Летвина в Ратгерском Университете в США, позднее стажировалась у Михаила Коллонтая.
В мемории Михаила Коллонтая, есть строки о ней: о консерваторской поре, о совместном творчестве — об исполнении Ириной Чуковской произведений Коллонтая — «Десять слов Мусоргского на смерть Виктора Гартмана», «Чувства злодея в Рождественский сочельник» (пьеса посвящена Ирине Чуковской), о подготовительной работе к постановке оперы М. Коллонтая «Капитанская дочь»:
...Мы много времени проводили в классе, вместе готовились к концертам и репетировали, вместе (и много) ездили в концертные поездки. В разное время в классе Горностаевой, кроме уже названных людей, учились … Юрий Лисиченко; следующие были моложе и позже, когда я стал ассистентом, ходили на мои уроки, хотя ничем в общении не отличались от старших: Михаил Хохлов, Елена Овчинникова (Хохлова), Ардаков, Ирина Петрова (Чуковская)... 

«Десять слов Мусоргского на смерть Виктора Гартмана» для фортепиано, скрипки и виолончели ор. 32 (1993); …играли пианисты я, Чуковская, Геннадий Дзюбенко, Евгений Крушевский (фортепиано)...
«Чувства злодея в Рождественский сочельник» для виолончели и фортепиано ор. 35 (1994); первые исполнители в США – Кейт Диллингхэм и Чуковская, в России — Шпиллер и Чуковская; есть это последнее исполнение в живой записи; издано… 

«Капитанская дочь», опера по Пушкину, ор. 44 (1998); опера не поставлена и не исполнена, за исключением небольшого фрагмента, спетого в США; существует авторская запись под рояль всей оперы с аккомпанементом Чуковской и Рахман; ноты не изданы.Михаил Коллонтай

### Творческий портрет
С 1985 года Ирина Чуковская — солистка Московской филармонии. Выступала в центральных залах Москвы, Санкт-Петербурга. Гастролировала с сольными и симфоническими концертами по России, странам  СНГ и за рубежом.
С 1989 по 1997 г.г. проживала и концертировала в США. В 1991 году дебютировала с Симфоническим оркестром Нью-Орлеана (New Orleans Symphony Orchestra) под управлением М. Шостаковича, исполнив Второй концерт Сен-Санса.
Регулярно выступала как солистка Community concerts — Columbia Artist Management). Ею было исполнено более 500 концертов во многих штатах Америки. Она выступала в концертных залах: Weill Recital Hall (Карнеги-холл), Cami Hall, Merkin Hall (США), а также в залах других стран: «Мегара-мусикис» (Афины), Большой зал Будапештской консерватории, Большой и Малый залы консерватории и Концертный зал имени П. И. Чайковского в Москве, Большой зал Санкт-Петербургской филармонии.
Она участвовала в таких фестивалях, как «Мальборо-Фестиваль» в США , фестиваль русской музыки в Квебеке (Канада), фестиваль Андре Превена в США, фестиваль «Кристианштат» в Швеции, «Патра — культурная столица Европы» в Греции, а также «Москва — городам Европы», «Декабрьские вечера», фестивали имени Сахарова в Нижнем Новгороде, имени Гаврилина в Вологде, имени Рахманинова в Тамбове, имени Соллертинского в Витебске, имени Генриха и Станислава Нейгаузов в Москве, фестиваль «Музыкальное приношение Иоганну Себастьяну Баху», а также во многих других.
Ирина Чуковская постоянно гастролирует в таких городах, как Омск, Новосибирск, Белгород и во многих других. Пианистка даёт также благотворительные концерты, в их числе, например, концерт в Большом зале Санкт-Петербургской филармонии в октябре 2009 года, цикл сольных выступлений в пригородах Санкт-Петербурга — в Зеленогорской детской библиотеке и в Константино-Еленинском женском монастыре.
В репертуаре пианистки классическая и романтическая музыка: И. Бах, В. А. Моцарт, Л. ван Бетховен, Ф. Шопен, Р. Шуман, Ф. Шуберт, Ф. Лист. Французская и испанская музыка: произведения К. Дебюсси, М. Де Фальи, Э. Гранадоса. В то же время музыкант уделяет много внимания русской музыке, современным композиторам: она исполняет произведения П. Чайковского, А. Даргомыжского, С. Прокофьева, Д. Шостаковича, Г. Уствольской, М. Коллонтая.
Ирина выступала со многими дирижёрами, в их числе Юрий Симонов, , Вахтанг Жордания (США), Давид Гилберт (США), Евгений Колобов, Максим Шостакович, Алексей Гуляницкий (Украина), Казухико Комацу (Япония), Януш Ковач (Венгрия), Лукас Каретинос (Греция), Владимир Понькин, Сергей Скрипка, Владимир Вербицкий, Иван Шпиллер, Анатолий Оселков, Вячеслав Трушин, Владислав Булахов, Пьер Доменик Поннелли (Германия), и многие другие.
Гастролирует с сольными и симфоническими концертами в России и за рубежом — в Польше, странам бывшей Югославии, Венгрии, Италии, Великобритании, Франции, Греции, Израиле, США, Канаде, Южной Корее, Тайване, Гонконге.

## Отзывы

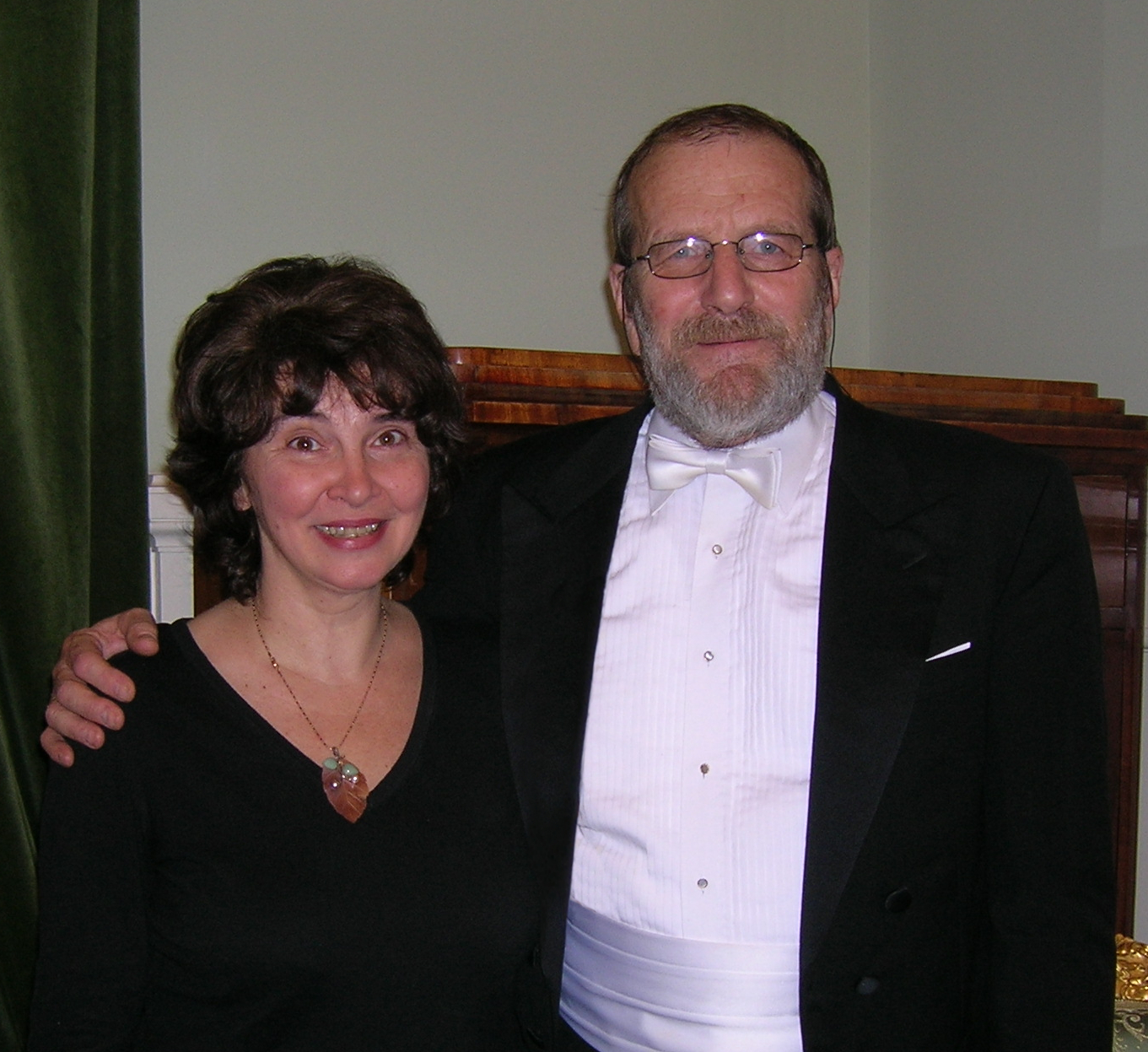
Максим Шостакович и Ирина Чуковская. После концерта в Большом зале филармонии. 4 октября 2009. Санкт-Петербург

Её исполнение отличает прекрасное звучание инструмента, удивительное богатство красок, тонкость фразировки, блестящая техника, яркий темперамент.Максим Шостакович
Ирина Чуковская — ярко одаренная пианистка. Её игра привлекает незаурядной виртуозностью, звуковой культурой и подлинным артистизмом. Ей подвластна музыка различных стилей и направлений.Мстислав Ростропович (1991)
Чуковская сочетает потрясающую технику со страстной и поэтичной музыкальностью. Её репертуар огромен; её выступления часто становятся откровением.Давид Гилберт
Безудержная страстность в её игре сочетается с точным контролем. Один из секретов — её богатая индивидуальность, цельность творческой натуры, безукоризненная точность.Greenwich News, CT (Коннектикут, США)
Фразировка, нюансировка в её игре необыкновенно выразительны, даже в те моменты, когда технические сложности могли бы отвлечь внимание менее значительного артиста.Ridgefield Press, CT (Коннектикут, США)

## Школа
После возвращения в Россию Ирина Чуковская продолжает активно концертировать, в то же время много сил отдаёт преподаванию. Шесть лет она была ассистентом профессора Л. Н. Наумова в Московской консерватории. В настоящее время ведёт класс в Российской Академии музыки имени Гнесиных (с 2006 г. — доцент). Преподавала в других музыкальных учебных заведениях. Проводит мастер-классы во многих городах России, в США, Южной Корее, Греции, Италии, Великобритании, Польше.

## Премьеры
- Михаил Коллонтай «Чувства злодея в рождественский сочельник» ор. 35 (1994) для виолончели и фортепиано. Посвящено Ирине Чуковской.
  - Первое исполнение 12 сентября 1994 года (Виктор Шпиллер (виолончель), Ирина Чуковская (фортепиано); Гостиная Шуваловой, Москва)[14]
  - Первое исполнение в США: Кейт Диллингхэм (виолончель), Ирина Чуковская (фортепиано)
- Михаил Коллонтай «Семь романтических баллад» ор. 2bis (1999—2000). Первое исполнение цикла 15 июня 2005 года (музей А. Скрябина, Москва)[15]

## Награды и признание
- Заслуженный работник культуры Российской Федерации, 2010 г.
- Лауреат Международного конкурса пианистов имени Фредерика Шопена в Варшаве, VI премия (1980)[16]
- Лауреат Первой премии Международного конкурса «Искусство XXI века» (Лемпяяля, Финляндия), 2014
- Лауреат Премии Гран-при II Международного конкурса преподавателей музыки[17] (Варшава, Польша), 2014
- Лауреат Премии Гран-при XV Международного фестиваля-конкурса «Musica Classica»[18] (Руза, Россия), 2014

## Член жюри
- Международный конкурс пианистов в Виндзоре (Виндзор, Великобритания), 2016, 2017
- Международный конкурс имени Немтина (Пермь, Россия), 2016, 2018
- «Играем музыку Шостаковича» (Санкт-Петербург, Россия), 2017

## В печати

### Статьи
- Чуковская И. В., Бородин Б. Б. К проблеме интерпретации фортепианного цикла «Афоризмы»(соч. 13) ДД Шостаковича (аналитические и методические заметки) //Музыка в системе культуры: Научный вестник Уральской консерватории. — 2016. — №. 12. — С. 140—156[19].
- Батагова Т. Э., Чуковская И. В. На перекрёстке традиций и авангарда: о фортепианной музыке Жака Этю //Музыка в системе культуры: Научный вестник Уральской консерватории. — 2015. — №. 10. — С. 117—124.

### Методические пособия
- И. В. Чуковская, Б. Б. Бородин, Е. Н. Борисова. Цикл «Афоризмы» Д. Д. Шостаковича (Ор. 13) в классе специального фортепиано: теоретический и исполнительский аспекты. Методические рекомендации. М: Согласие", 2017.

## Дискография и видеодокументы

### Компакт-диски
- Ирина Чуковская, фортепиано: Роберт Шуман — Польша, DUX, 2017. (Рецензия: Роберта Ратайчак.)
- Ирина Чуковская, фортепиано: Дмитрий Шостакович — Россия, Мелодия (2016) (Рецензия Ян де Крюйф)
- Ирина Чуковская, фортепиано: Фредерик Шопен — Россия, Мелодия (2016)
- Ирина Чуковская, фортепиано: Д. Шостакович — Афоризмы, М. Коллонтай — «Семь романтических баллад», op. 2bis — Classical Records, CR 123, Россия, 2009
- M. Kollontaï. «Sept ballades romantiques», op. 2bis (deux ballades) // La musique russe du XIXe au XXIe siècle — Universite Laval, 2008. — Irina Tchoukovskaïa (piano)

### Видеозаписи
- (35) 12-06-1993: Irina Chukovsky, Stage 1 — Video Cassettes (Betacam SP): Performances, Ivo Pogorelich Competition: 12-06-1993 — 12-16-1993
- Cello master class with Bernard Greenhouse. / Volume 1 & 2: by Bernard Greenhouse; Irina Chukovsky and other: Joseph Haydn; Johannes Brahms; Peter Ilich Tchaikovsky; Ludwig van Beethoven — Ridgefield, CT: Crescent Software; (Ann Arbor, MI): Shar, (2005?)

## Репертуар Ирины Чуковской

### Произведения для фортепиано с оркестром
- И. С. Бах
  - Концерт ре-минор, BMW1052
  - Концерт до-минор для 2-х фортепиано, (BWV1062)
  - Концерт до-мажор для 2-х фортепиано, (BWV1061)
  - Концерт до-минор для 2-х фортепиано, (BWV1060)
  - Концерт для клавира, флейты, скрипки, ля-минор, (BWV 1044)
- Й. Гайдн
  - Концерт ре-мажор, HobXVII:11
  - Концерт соль-мажор, HobXVIII:4
  - Концерт фа-мажор (для фортепиано и скрипки), HobXVIII:6
- В. А. Моцарт
  - Концерт № 27 си бемоль-мажор К595
  - Концерт № 23 ля-мажор K488
  - Концерт № 14 ми бемоль-мажор К449
  - Концерт ми бемоль мажор для 2-х фортепиано К365
- Л. ван Бетховен
  - Концерт № 1 до-мажор, ор. 15
  - Концерт № 2 си бемоль-мажор, ор. 19
  - Концерт № 3 до-минор, ор. 37
  - Концерт № 4 соль-мажор, ор. 58
- Р. Шуман
  - Концерт ля-минор, ор. 54
- Ф. Шопен
  - Концерт № 1 ми-минор, ор.11
  - Концерт № 2 фа-минор, ор. 21
  - Andante spianato и большой блестящий полонез, op. 22
  - Вариации на тему Моцарта из оперы «Дон Жуан», op. 2
- Э. Григ
  - Концерт ля-минор, ор. 16
- К. Сен-Санс
  - Концерт № 2 соль-минор, ор. 22
- Ф. Лист
  - Концерт № 2 ля-мажор S.125
  - Пляска смерти S.126/1
- М. де Фалья
  - Ночи в садах Испании
- С. Рахманинов
  - Рапсодия на тему Паганини, ор. 43
- Б. Барток
  - Концерт № 3 ор. 26
- Р. Штраус
  - Бурлеска AV85
- С. Франк
  - Симфонические вариации FWV46
- М. Равель
  - Концерт соль-мажор (1929-31)
- С. Прокофьев
  - Концерт № 3 ор. 26
- Д. Шостакович
  - Концерт № 1 соч. 35
  - Концерт № 2 соч. 102
- Г. Уствольская
  - Концерт до-минор (для фортепиано, струнного оркестра и литавр) 1946
- П. Хиндемит
  - Четыре темперамента
- Глинка—Цайгер
  - «Итальянский концерт» (транскрипция фортепианного секстета)